# Два брата (песня)
«Два брата» — песня (баллада) для фортепиано и голоса советского композитора Валерия Гаврилина, созданная в 1974 году. Повествует о братской любви и человеческой жертвенности. Первоначально композитор написал музыку к так и не снятому фильму по сценарию Василия Шукшина, а затем обратился к поэту Виктору Максимову, чтобы тот написал текст на основе музыки песни. В 1976 году композитор переработал песню в версию для голоса в сопровождении симфонического оркестра. В 1980 году за вокально-инструментальные произведения «Земля», «Военные письма» и вокально-симфоническую балладу «Два брата» Гаврилину была присуждена Премия Ленинского комсомола. Критика отмечала, что баллада отличается от популярной массовой песни своими художественными достоинствами, приближаясь к классической музыке. 

## Сюжет
В российском селе растут два брата. Старший упрямый — весь в отца, а младшему характер достался от матери, он был «помягче и потише». Младший во всём слушался старшего, неизменно отвечая «Пожалуйста» на все его просьбы. Когда они повзрослели и пришло время жениться, то полюбили одну девушку. И вновь по просьбе старшего брата младший уступил. После начала войны оба ушли на фронт, где вместе служили. В бою, когда солдаты находились под огнём врага, младший первым поднялся в атаку, сказав, что у брата есть невеста. Младший получил смертельное ранение, а старший брат над телом просил: «Оживи, браток!! Пожалуйста!!!» После войны на могилу погибшего приехал брат с внуком и просил прощения у погибшего. На этот раз младший не мог ответить, за него «Пожалуйста» «произносит» музыкальный инструмент. 

## История создания
По воспоминаниям Валерия Гаврилина, в 1974 году он получил предложение от киностудии «Мосфильм» создать музыку к фильму по сценарию режиссёра Василия Шукшина. Однако сотрудничество между композитором и высоко ценимым им режиссёром не состоялось: через несколько дней после приглашения со студии Гаврилин узнал, что Шукшин умер. Жена композитора Наталья Гаврилина в книге «Наша жизнь» писала, что фильм Шукшина «Я пришёл дать вам волю» был посвящён восстанию Степана Разина, который ему долго не давали снимать. Она не упоминала о приглашении со стороны студии, а писала, что мужу кто-то из московских знакомых сообщил, что режиссёр собирался привлечь именно его. Композитор вспоминал, что к его большому сожалению фильм не был создан, а «музыка осталась». Под впечатлением от фильма «Они сражались за Родину», последней актёрской работы Шукшина, Гаврилин написал музыку баллады «Два брата». По мнению музыковеда Ксении Супоницкой, по всей вероятности она была создана быстро. По воспоминаниям жены, это произошло во время их поездки в автобусе в город Опочка в Псковской области. В этих местах он любил отдыхать вместе с семьёй, оставаясь там на лето и скрываясь от городской суеты. Автобус в Опочку шёл около восьми часов. Жена вспоминала, что муж всю дорогу задумчиво и молча смотрел в окно. Он что-то тихо напевал про себя и она поняла, что он сочиняет. Приехав он сказал жене, что написал музыку к песне.   
Композитор попросил ленинградского поэта Виктора Максимова, с которым ранее не был лично знаком, написать слова на готовую музыку. Поэт рассказывал, что они жили на соседних улицах и однажды Гаврилин сказал ему при случайной встрече, что только что звонил ему. Так как он пишет музыку к фильму, то хочет её наиграть: 
«Это твоё, про войну, у тебя получится… Ты к Шукшину как относишься?» 

Минут через сорок я уже бежал домой с «рыбой» в кармане и этим волшебным Валериным «пожалуйста» в ушах. А ещё, конечно, с музыкой! С музыкой, от которой у меня там, у гаврилинского рояля, вдруг перехватило дыхание, защипало глаза… 

Позвонил я ему в тот же день. Песня написалась сразу же. Залпом. Собственно, и мудрить-то особо не пришлось: самое главное ключевое слово было уже найдено до меня: «А вот здесь, в припеве… вот здесь — «пожалуйста»!.. Ну, очень тебя прошу, ну, пожалуйста, а?..»
Из воспоминаний Максимова известно, что однажды на Нижней Тунгуске ему заявили, что песню создал маршал Георгий Жуков. В общей сложности в соавторстве Гаврилин и Максимов написали ещё семь песен. 

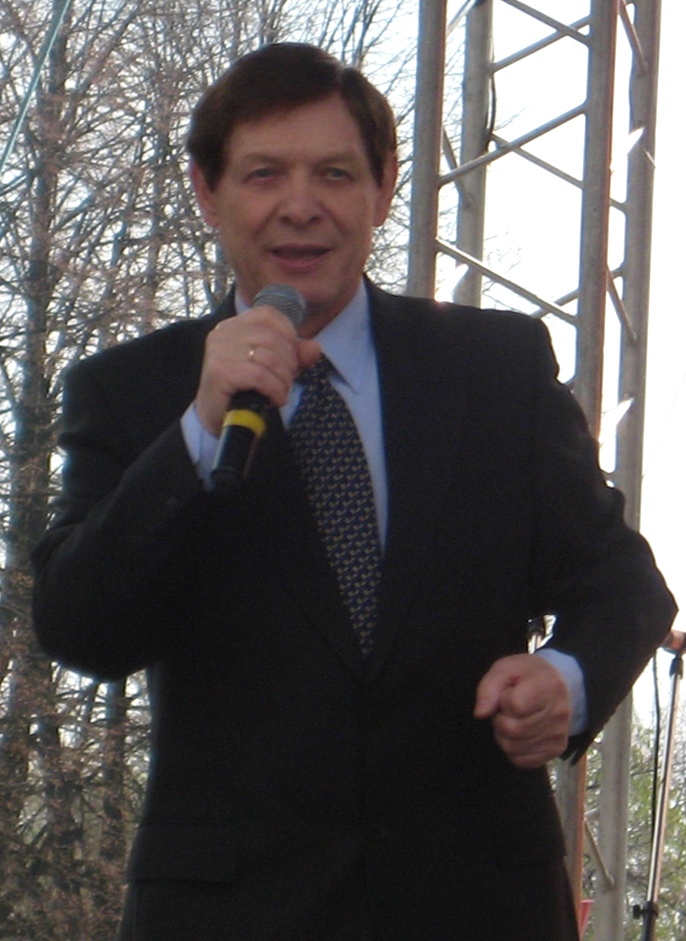
Певец Эдуард Хиль — его интерпретацию песни Гаврилин считал наиболее удачной

Первым публичным выступлением стала дуэтная запись на радио Виктора Фёдорова и Александра Хочинского. В 1976 году композитор создал версию в сопровождении симфонического оркестра. В 1977 году певица Елена Каменская на московском конкурсе за исполнение «Двух братьев» получила первую премию. После этого к песне обратился певец Эдуард Хиль, именно его исполнение композитор считал наиболее предпочтительным. В 1978 году Хиль спел её в финале «Песни года», получив первую премию. Высоко оценил произведение Георгий Свиридов, который в письме к автору отметил: «Сегодня 1 января 1979 года, и я хочу написать Вам, что сейчас вот, совсем больной от холодов и своей старости, я слушал концерт „Песня-78“ по телевизору. Только что была исполнена Ваша песня „Два брата“. Изумительная вещь, я второй раз её слышу и плачу. Какая красота: сколько чувства и какого благородного. Как хороша, как свежа форма, как она естественна. Какие дивные переходы: в мелодии; от темы к теме, от куплета к куплету. Это — шедевр, поверьте мне!». В письме Свиридов также отмечал, что Гаврилин «создал редкую, дивную вещь». Этот отзыв очень ценил автор, для которого старший коллега был «Учителем», очень близким по духу композитором. В статье «О Валерии Гаврилине» (1986) Свиридов писал, что работы его коллеги в жанре эстрадной музыки — это «совершенно особое  явление». Композитор достигал в некоторых своих произведениях в этой области уровня «подлинно классического искусства». В отношении баллады «Два брата» Свиридов признался, что не может слушать её без волнения и она по-настоящему «изумительна». 
Гаврилин отмечал, что в критике «Два брата» называли «балладой», что он расценивал как комплимент, так как «балладу написать ох как трудно!». Писатель и журналист Лев Сидоровский заметил, что у Гаврилина получилась скорее не песня, а «вокально-симфоническая фреска — со сложной формой и элементами симфонической разработки…» Супоницкая сравнивала песню с маленькой оперой: она содержит в себе «завязку, развитие, кульминацию-итог». Несмотря на то, что баллада написана для одного певца, в ней «участвуют» три персонажа: младший и старший братья, а также девушка, в которую они влюблены. 
Музыковед Михаил Бялик писал, что баллада пронизана русскими фольклорными интонациями. Особенно это проявляется во вступлении и заключении, которые представляют собой «по народному вольный, бесконечный распев». При этом он отметил, что в основе распева лежат маршевые, солдатские мотивы, но звучащие отдалённо, словно «далёкое воспоминание о ратном былом, легенда». Постепенно они разрастаются в русскую протяжную мелодию. Запев имеет фольклорный характер. В припеве представлен разнохарактерный музыкальный материал: горделивый, плавный пляс; героико-былинный напев; мелодико-широкий «от наплыва чувств городской романс». В начале песни рассказ ведётся просто, отыгрыш вводит эпические мотивы, но с появлением текста начинают преобладать лирико-бытовые интонации. Драматизм нарастает при появлении рассказа о влюблённости братьев в одну девушку. Тема войны вводится незаметно и после этого довольно быстро наступает кульминация. В ней композиционно-драматургическими средствами достигается ощущение безвременной утраты человеческой жизни. Припев-эпилог призван достичь художественно-смысловой гармонии с остальными частями. В нём старший брат пришёл поклониться на могилу младшего. Здесь использован приём, который производит сильное впечатление. До этого, на просьбу старшего брата младший отвечал — «Пожалуйста». На могиле героя старший просит у него прощения, но «ответ» получает не словами, а в виде инструментального «Пожалуйста». После этого старший брат опять обращается к погибшему и вновь «отвечает» инструмент. По оценке Бялика, народный характер песни проявляется в очень значительном «выражении национального характера, в свежем и инициативном — драматургическом претворении — фольклорных истоков. Этим, а также редкостным соединением в её выразительности объективного и субъективного, величественного и обыденного, общего и частного, типического и единичного». В этом отношении Бялик отмечал, что баллада может быть названа одним из лучших образцов «современного эпоса». Также, по его мнению, благодаря своим художественным достоинствам «Два брата», столь далёкая от стандартов массовой песни, получила на удивление широкое признание.

## Награды
В 1977 году Гаврилин был награждён дипломом лауреата первой премии за песню «Два брата» на Всесоюзном конкурсе на лучшее исполнение советской песни. В 1980 году за вокально-инструментальные произведения «Земля», «Военные письма» и вокально-симфоническую балладу «Два брата» композитору была присуждена Премия Ленинского комсомола в области литературы, искусства, журналистики и архитектуры.